# Пушкинская улица (Вологда)
Пу́шкинская у́лица — улица в Вологде. Начинается от Кировского сквера, заканчивается около проходной стадиона «Динамо» перекрёстком с улицей Марии Ульяновой.

## История
Улица возникла после утверждения генерального плана города в конце XVIII века в царствование Екатерины II. В XIX веке улица застраивалась двухэтажными доходными домами. Настил на улице был деревянным, а в начале XX века был заменён на булыжник.
В царское время состояла из двух разных улиц: Малой Петровки (между плац-парадной площадью и храмом Спаса Обыденного) и Малой Духовской (от храма Спаса Обыденного до Веденеевских бань).
Происхождение названия «Малая Петровка» неизвестно. Малая Духовская была названа в честь Свято-Духова монастыря, близ которого она заканчивалась.
В 1918 году Малая Духовская была переименована в улицу Володарского. 9 мая 1936 года Малая Петровка была переименовна в Пушкинскую. В 1948 году улицы объединены под названием Пушкинской.
В 1964—1966 гг. улица была заасфальтирована, озеленена, а по средине сделан бульвар.
На углу с улицей Герцена в советское время располагалось станция юных техников Вологодского облоно (здание не сохранилось).
На углу с Козлёнской находилась 1-я пожарная часть с каланчой, построенная в 1853 году.
В советское время улица лишилась абсолютно большей части деревянной средовой застройки. На месте двух последних кварталов было построено здания Правительства области (Герцена, 2), а также сформирована площадь Дрыгина.